# Gårdsjön (Örkelljunga socken, Skåne, 624778-134886)
Gårdsjön är en sjö i Örkelljunga kommun i Skåne och ingår i Stensåns huvudavrinningsområde. Sjön har en area på 0,0946 kvadratkilometer och ligger 99,1 meter över havet.

## Delavrinningsområde
Gårdsjön ingår i det delavrinningsområde (624753-134892) som SMHI kallar för Inloppet i Gårdsjön. Medelhöjden är 107 meter över havet och ytan är 1,01 kvadratkilometer. Räknas de 2 avrinningsområdena uppströms in blir den ackumulerade arean 7,69 kvadratkilometer. Vattendraget som avvattnar avrinningsområdet har biflödesordning 2, vilket innebär att vattnet flödar genom totalt 2 vattendrag innan det når havet efter 42 kilometer. Avrinningsområdet består mestadels av skog (75 procent) och öppen mark (16 procent). Avrinningsområdet har 0,09 kvadratkilometer vattenytor vilket ger det en sjöprocent på 8,7 procent.